# Mark Charles
Mark Charles es un activista estadounidense de origen navajo. Escribe, brinda conferencias y milita por los derechos de los pueblos nativos estadounidenses. También fue pastor del cristianismo reformado, y programador informático.
Se postuló como candidato independiente para la presidencia en las elecciones presidenciales de Estados Unidos de 2020.

## Biografía
Charles es hijo de un padre navajo, y una madre estadounidense de origen neerlandés. Se crio en Gallup, Nuevo México, y a principios de la década de 2000, decidió mudarse junto a su familia a la Nación Navajo. Allí, vivió durante tres años en una Hogan (la vivienda tradicional de este pueblo nativo), sin acceso a las redes de electricidad o gas, y otros ocho años en Fort Defiance, Arizona.
Estudió en la Universidad de California en Los Ángeles, de donde se graduó en 1994 con un Bachelor of Arts en Historia.

### Activismo y trayectoria
Como activista, se lo conoce por sus denuncias contra la Doctrina del descubrimiento, y su oposición a la construcción del oleoducto Dakota Access Pipeline.
Fue pastor en el Christian Indian Center de Denver, Colorado. Es consultor del Seminario Teológico Calvin y coresponsal en Washington D. C. para Native News Online. Además, desde 2008 escribe el blog Wirelesshogan: Reflections from the Hogan.

## Campaña presidencial de 2020
El 28 de mayo de 2019 anunció a través de YouTube que se presentaría como candidato presidencial en las elecciones del año siguiente. El 20 de agosto, dio un discurso en el Foro Presidencial Frank LaMere de Nativos Americanos junto con los entonces candidatos más importantes, entre ellos, Bernie Sanders, Elizabeth Warren, y Kamala Harris.
El 25 de julio de 2020, Charles anunció que Sedinam Moyowasifza-Curry, quien había sido candidato presidencial por el Partido Verde, sería su compañero de fórmula. Sin embargo, el 14 de agosto la campaña de Charles anunció que se había desestimado esta candidatura. El 26 de agosto, se anunció a Adrian Wallace como nuevo compañero de fórmula. Wallace es el vicepresidente de la NAACP de Lexington, y presidente de la Conferencia del Estado de Kentucky de esta organización.
Los estados de Colorado y Vermont le dieron el derecho de figurar en sus boletas electorales, mientras que en el resto del país los votantes deben escribir su nombre en la boleta, en una práctica que se denomina Write-in ballot.